# آسانگا
آسانگا (انگلیسی: Asanga; ۱ ژانویهٔ ۰۳۰۰ – ۱ ژانویهٔ ۰۳۰۱) فیلسوف، نویسنده، و آموزگار بود. یکی از مهمترین شخصیت‌های معنوی" بودیسم مهایانه و بنیانگذار مکتب یوگاچارا بود.